# CastleMiner
Castle Miner es un videojuego del año 2011 lanzado en Xbox Live el 27 de julio de 2011. Es un videojuego perteneciente al género de sandbox y de construcción de bloques, que usa los Avatares de Xbox Live como los personajes de los jugadores. Menos de cuatro meses después de su lanzamiento inicial, se lanzó una secuela del juego llamado CastleMiner Z el 9 de noviembre de 2011. Un tercer juego, CastleMiner Warfare, se lanzó para PC con Windows en 2011.

## Jugabilidad
Cuando se inicia un nuevo juego, los jugadores pueden elegir uno de los seis tipos de mundo diferentes: laguna, litoral, clásico, llanura, desierto y ártico. Una vez que el juego se carga, aparecen en el medio del mapa. Desde aquí, pueden comenzar a explorar el mundo o construir diferentes estructuras con una variedad de bloques que ya les han sido asignados. También pueden cavar en el suelo y construir en el mundo del juego.
El juego tiene más de doscientos bloques disponibles para usar en el juego, que se seleccionan usando una interfaz de usuario categorizada. Los jugadores tienen la capacidad de teletransportarse a la superficie, el punto de partida o la ubicación de otro jugador. Los jugadores pueden elegir si desean que sus mundos en línea sean de acceso público o privado. Durante el juego en línea, los jugadores pueden decidir quién puede construir en sus mundos, y tienen la opción de expulsar o expulsar a personas de su servidor.

## CastleMiner Z
CastleMiner Z es un videojuego del año 2011 que se lanzó en la Xbox Live Indie Games el 9 de noviembre de 2011 y es la secuela de CastleMiner.

### Jugabilidad
En CastleMiner Z, los jugadores tienen que extraer sus propios recursos en lugar de comenzar con ellos. Los jugadores también pueden fabricar armas como una escopeta o un rifle de asalto. Otro cambio del juego original es la adición de enemigos que incluyen zombis, dragones y demonios. Los modos en línea acomodan el juego cooperativo de 2 a 8 jugadores.

#### Premios
CastleMiner Z presenta "Premios", que se otorgan por hacer cosas diferentes, como jugar en línea durante un cierto número de horas, viajar al menos una cierta distancia, crear varios objetos y matar a varios zombis.

## CastleMiner Warfare
CastleMiner Warfare es un videojuego del año 2013 lanzado para descarga digital en PC con Windows. Es la segunda secuela de CastleMiner, con un juego inspirado en la franquicia Call of Duty.

## Recepción
En un vídeo comparativo de septiembre del 2011 de los primeros tres títulos inspirados en Minecraft lanzados en Xbox Live Indie Games (que incluyen a CastleMiner, FortressCraft y Total Miner), Mike B. de videojuegos enfocados en Big Fat Fony Report dijo que CastleMiner era su menos -favorito de los tres títulos, diciendo que el juego carecía de brillo y no parecía lo suficientemente completo como para ser lanzado. Sin embargo, le gustó que el juego tuviera un navegador de cliente multijugador para visitar los mundos de otros jugadores.
Bill del blog de videojuegos ExtraGuy revisó ambos juegos de CastleMiner; en su revisión de septiembre de 2011 del CastleMiner original, le dio al juego una calificación de una "D" inferior a la media. Criticó a CastleMiner por tener gráficos entrecortados a grandes distancias, sin agua además de un bloque de "agua turbia" que no se comporta como el agua real (es decir, no poder hundirse y nadar), y por no tener bloques con Geometría única, mencionando que un bloque de vallas en el juego era simplemente una textura de valla aplicada en todas las caras de un bloque regular, incluida la parte superior, lo que hace que las vallas en el juego parezcan horribles. Afirma que cerca del final de su revisión, "En su experiencia, cada clon de Minecraft en la Xbox 360 es un ingreso deliberado, pero al menos muchos de ellos saben que el entretenimiento equivale al dinero en efectivo. CastleMiner omite esta suposición y va al ' clon de Minecraft equivale al efectivo'." Bill fue más positivo con CastleMiner Z en su revisión del juego en noviembre de 2011. Alabó el juego por su adición de supervivencia de zombis al Minecraft - como juegos, aunque escribió que " él juego no es un parangón de excelente rendimiento o estética" y mencionó que los modos de juego de Z podrían haberse agregado fácilmente al CastleMiner original como contenido descargable. Le dio al juego una "C +" superior a la media.
A pesar de estas críticas, así como del eventual lanzamiento de Minecraft: Xbox 360 Edition, la serie CastleMiner ha tenido éxito comercial en Xbox Live Indie Games. El 15 de agosto de 2012, el desarrollador DigitalDNA Games anunció que CastleMiner Z tenía el récord como el juego Xbox Live Indie más vendido y con más de 900,000 unidades. Logró este objetivo en tan solo nueve meses, lo que lo convirtió en el juego Indie Xbox Live de mayor venta, superando las ventas de los juegos XBLIG inspirados en Minecraft similares Total Miner y FortressCraft. Poco más de un mes después, el 17 de septiembre de 2012, DigitalDNA Games anunció que CastleMiner Z se convirtió en el primer juego independiente de Xbox Live que superaba el millón de ventas en la plataforma, logrando el récord en diez meses. Más tarde, el 4 de abril de 2013, el desarrollador anunció que CastleMiner Z alcanzó los 1,5 millones de juegos vendidos en XBLIG, mientras que ese mismo mes anunciaron que el CastleMiner original también vendió un millón de juegos.